# Tjeerd Korf
Pour les articles homonymes, voir Tjeerd et Korf.
Tjeerd Korf est un footballeur néerlandais né le 11 mai 1983 à Emmeloord. Il joue actuellement au poste d'attaquant.

## Carrière
- 2002-2007 : FC Zwolle  Pays-Bas
- 2007-2009 : Excelsior Rotterdam  Pays-Bas
- 2009-2010 : BV Veendam  Pays-Bas
- 2010–2012	: Flevo Boys  Pays-Bas
- 2012–2014	: WHC Wezep  Pays-Bas
- 2014–2016	: Genemuiden  Pays-Bas
- 2016–2017	: Flevo Boys  Pays-Bas
- 2023-204 ‘ SV Urk  Pays-Bas